# Centralverein für Handelsgeographie und Förderung deutscher Interessen im Auslande
Der Centralverein für Handelsgeographie und Förderung deutscher Interessen im Auslande wurde 1878 mit dem Fernziel des Erwerbs von Kolonien für Deutschland gegründet.

## Vorgeschichte
Der Ursprung des Vereins ging auf den Kartografen Henry Lange zurück, der mit einigen führenden deutschen Kolonialbefürwortern, wie etwa dem Göttinger Geographen Johann Eduard Wappäus und Hermann Blumenau, dem Gründer der nach ihm benannte Siedlung im südbrasilianischen Santa Catarina, in Kontakt stand und bereits Anfang der 1860er Jahre den Leipziger Geographischen Verein gegründet hatte. Ende der 1860er Jahre traf Lange in Berlin auf eine Gruppe von Geographen um den Afrikaforscher Otto Kersten, die zu dieser Zeit bereits für Pläne zur Auswanderungslenkung und Kolonialexpansion eintraten und es gelang, Interessenten und finanzkräftige Förderer für eine weitere geplante Vereinsgründung gewinnen.

## Gründung
Am 9. Oktober 1878 wurde der Centralverein für Handelsgeographie und Förderung deutscher Interessen im Auslande in Berlin von dieser Gruppe Geographen, Statistikern, Redakteuren und Geschäftsleuten gegründet. Robert Jannasch, selbst Statistiker, woher auch der ungewöhnlich hohe Anteil an Statistikern bei der Vereinsgründung herrührte, übernahm den Vorsitz. In den Statuten des Vereins stand zu lesen: „Der Verein erkennt es als seine Aufgabe, einen regen Verkehr zwischen den im Auslande lebenden Deutschen und dem Mutterlande anzubahnen zu unterhalten, sowie über die Natur- und gesellschaftlichen Verhältnisse der Länder, wo Deutsche angesiedelt sind, Aufklärung zu gewinnen und zu verbreiten. Auf Grund der gewonnenen Kenntnisse des Auslandes ist der Verein bestrebt, die Auswanderung nach den Ländern abzuleiten, welche der Ansiedlung Deutscher günstig sind, und in welchen das deutsche Volksbewußtsein sich lebendig zu erhalten vermag. Der Verein hofft durch Errichtung von Handels- und Schifffahrtsstationen die Begründung deutscher Kolonien bewirken zu können.“
Das Vereinsprogramm zeigte die dreifache Ausrichtung als Geographische Gesellschaft, Auswanderungsverein und Kolonialverein. Die Gründung von Kolonien im politischen Sinne war als Fernziel vorgesehen.

## Mitgliederwerbung und Ausbreitung des Vereins
Für die Mitgliederwerbung sorgte eine eigens eingerichtete »Agitationskommission«. Sie suchte in ganz Deutschland individuelle und korporative Mitglieder, »die Handels- und Gewerbekammern, die Gewerbevereine, Ingenieurvereine, Gemeinden, Handelsschulen, hervorragende Industrielle und Kaufleute, wissenschaftlich gebildete Personen […] vor allem aber die deutschen parlamentarischen Körperschaften und Regierungen, für die Vereinszwecke zu gewinnen«. Unter den Mitgliedern dominierten bei weitem Vertreter von Exportinteressen. Mehr als zwei Drittel der eingetragenen Mitglieder waren kleinere bis mittlere Fertigwarenfabrikanten, Kaufleuten und, in geringer Zahl, auch Vertreter des Bankkapitals. Neben denjenigen im Berliner Einzugsgebiet des Vereins wurden besonders Unternehmer aus dem Rheinland und Westfalen Mitglieder. Im letzten Drittel des Mitgliederbestandes waren besonders Geographen, Statistiker, Forschungsreisende und Offiziere vertreten.
Bereits im ersten Vereinsjahres gelang es eine beachtliche Anzahl von gewichtigen und repräsentativen Namen und Organisationen in den Verein aufzunehmen. Im Jahr 1880 hatte der Centralverein als Mitglieder und Förderer den Chef der Admiralität, Albrecht von Stosch, Vizeadmiral Otto Livonius, die Legationsräte vom Auswärtigen Amt Bunsen und Heinrich von Kusserow, den Generalsekretär des Deutschen Handelstages, Wilhelm Annecke, von den größeren hanseatischen Handelshäusern Johann Cesar Godeffroy, zahlreiche Professoren, die Industriellen Werner von Siemens, Hermann Gruson und Arthur vom Rath, die Westfälische Union (Montanindustrie) und die Kölner Vereinigten Rheinisch-Westfälischen Pulverfabriken neben einer Reihe kleinerer und mittlerer Unternehmer aus dem Bank- und Versicherungsgeschäft, Georg von Siemens Chef der Deutschen Bank, Adolph von Hansemann Direktor der Diskontogesellschaft und die Direktionen des Baltischen und Rheinisch-Westfälischen Lloyd. Durch Doppelmitgliedschaften in der Führungsspitze stand der Centralverein mit vielen geographischen Gesellschaften sowie mit dem Hamburger Colonisationsverein von 1849, später auch mit dem Münchner »Verein zum Schutz deutscher Interessen im Auslande« in engem Kontakt. Er kooperierte peripher mit der alljährlich durch Reichsmittel in Höhe von 100.000 Mark subventionierten »Afrikanischen Gesellschaft in Deutschland«, zu der sich 1878 die »Deutsch-Afrikanische« und die »Deutsche Gesellschaft zur Erforschung Äquatorial-Afrikas« vereinigt hatten. Zweigvereine des Centralvereins entstanden im Lauf der folgenden Jahre in Barmen, Chemnitz, Dresden, Düsseldorf, Freiburg im Breisgau, Jena, Kassel, Leipzig, Marburg und Stuttgart. Auch in Übersee, besonders in Brasilien, Argentinien und Australien entstanden Zweigvereine.
Der erste und bis zur Gründung des Düsseldorfer Westdeutschen Vereins für Colonisation und Export einzig bedeutende unter diesen Zweigvereinen war der Leipziger »Verein für Handelsgeographie und Förderung deutscher Interessen im Auslande«, den Ernst Hasse, Direktor des dortigen statistischen Büros, im Februar 1879 gründete. In Leipzig rekrutierte sich, noch deutlicher als in Berlin, das Gros des kurz nach der Gründung eingetragenen Mitgliederbestandes aus exportinteressierten kleinen bis mittleren ortsansässigen Unternehmern. So stand beim Leipziger Verein die »Förderung der deutschen Interessen im Auslande« klar im Vordergrund. Die »energische Pflege des deutschen Exports« suchte der Leipziger Verein durch Musterausstellungen deutscher Industrieprodukte im Ausland und durch seine Zeitschrift Weltpost voranzubringen.
Ein großer und wirtschaftlich bedeutender Teil der individuellen und kooperativen Mitglieder des Centralvereins stammte aus westlichen Reichsteilen. Der Plan Friedrich Fabris für die preußischen Länder Rheinland und Westfalen ein regionales Zentrum kolonialer Vereinsarbeit zu schaffen, lag darum auch im Interesse des Centralvereins und seiner westdeutschen Mitglieder.
Der Westdeutsche Verein konstituierte sich nominell als Zweigverein des Berliner
Centralvereins, fügte sich damit in die angestrebte überregionale Organisation einer kolonialen Bewegung ein, wahrte jedoch eine weitgehend unabhängige Stellung gegenüber dem Berliner Dachverband.

## Arbeit des Vereins
Die Tätigkeit des Vereins sollte dem Erwerb von Kolonien zwar vorarbeiten, richtete sich jedoch in der Hauptsache auf näherliegende, augenblickliche Aufgabenstellungen. So die Auswanderungsfrage, die aufgrund der hohen Auswanderungszahl von Deutschen ein bedeutendes Gewicht hatte. Die Exportförderung rückte aber in den Werbeschreiben des Centralvereins immer stärker in den Vordergrund. Diese Themen bearbeitete der Verein in seinen beiden Zeitschriften, die er seit 1879 herausgab: Export und Geographische Nachrichten für Welthandel und Volkswirtschaft.
Die Vereine in Berlin und Leipzig hatten als Leitvorstellung mit Hilfe der organisierten Auswanderung durch konzentrierte Kolonisation zu neuen, gesicherten Absatzgebieten für die deutsche Industrie in Übersee zu kommen. Darum waren für Robert Jannasch »Auswanderungs-, Kolonial- und Handelspolitik auf das engste miteinander verbunden«.
Die Kolonialprapagandisten Friedrich Fabri und Wilhelm Hübbe-Schleiden kamen erst durch die Publikation ihrer Schriften, die in den Geographischen Nachrichten begeisterte Aufnahme fanden, mit dem Berliner Verein in Verbindung. Als der Centralverein im Herbst 1880 seinen ersten Kongreß für Handelsgeographie und Förderung deutscher Interessen im Auslande nach Berlin einberief, zählten beide bereits zu den »Vertrauensmännern« von Jannasch.
Am 26. Oktober 1880 begann in Berlin der erste Kongreß für Handelsgeographie und Förderung deutscher Interessen im Auslande. Der Centralverein, der zu dieser Zeit annähernd 2.000 Mitglieder zählte, hatte den Kongreß arrangiert. Unter den 300 Teilnehmern fanden sich Jannasch, Hasse, Fabri und Hübbe-Schleiden, die Direktoren der preußischen und reichsstatistischen Ämter, Engel und Becker, die Nationalökonomen, Statistiker und Geographen Adolf Wagner, Meitzen und Eduard Pechuel-Loesche sowie die Legationsräte Bunsen und Kusserow. Fabri und Hübbe-Schleiden trafen hier erstmals in der Öffentlichkeit mit den Gruppen um Jannasch und Hasse zusammen. Der Wille zu künftiger Kooperation wurde dadurch bekundet, dass der Vorstand des Centralvereins beide zu korrespondierenden Mitgliedern ernannte. Auf der Tagesordnung des Kongresses rangierte die Auswanderungsfrage an erster Stelle.
Am 26. Juni 1881 tagte unter Robert Jannaschs Vorsitz in Berlin eine Konferenz der »Vertrauensmänner« des Centralvereins, zu denen auch Vertreter des Westdeutschen Vereins zählten. Erster Punkt der Tagesordnung war die Frage: »Welche Stellung hat der Verein bei den nächsten Wahlen einzunehmen, um seinen Bestrebungen im Reichstage Geltung und Förderung zu verschaffen?«. Es ging um die Reichstagswahl im Oktober 1881.
Der Centralverein und sein Leipziger Zweigverein folgten dem Beispiel des Westdeutschen Vereins, der tausende von Rundschreiben auch an die Presse für eine Unterstützung von Kandidaten für den Reichstag vorsah, die eine deutsche Kolonialpolitik auf Reichsebene betreiben wollten. Ernst Hasse warb in Leipzig in einem Rundschreiben darum, »dahin zu wirken, daß Männer aufgestellt werden, welche bereit sind, den von uns vertretenen Bestrebungen auch im Reichstage ihr Wort und ihre Stimme zu leihen«. Jannasch bemühte sich, die »koloniale Wahlbewegung« durch verschiedene Artikel im Organ des Centralvereins voranzutreiben. Insgesamt zeitigte die vom Centralverein, dem Leipziger und dem Westdeutschen Verein betriebene koloniale Wahlpropaganda 1881 nicht den erhofften Erfolg.
Erfolgreicher war die Vermittlung von Geschäftsverbindungen durch die vereinseigene Zeitschrift »Export«. Das »Exportbüro« des Centralvereins vermittelte durch regelmäßige Export- und Importofferten bis Ende 1883 insgesamt 730 überseeische Geschäftskontakte.

## Verlust der Führung der deutschen Kolonialbewegung
War der Centralverein für Handelsgeographie und Förderung deutscher Interessen im Auslande als Dachverband der Kolonialvereine eigentlich mehr eine Art ‚Gemischtwarenladen’ für Auswanderungspolitik, Exportunterstützung und Kolonialpolitik suchten koloniale Propagandisten eine neue Form der Kolonialpropaganda zu finden und man wollte sich auch in den Zweigvereinen des Centralvereins vom Herrschaftsanspruch Robert Jannaschs befreien.
Bei dem Ende Juni 1881 auf der Berliner Konferenz des Centralvereins verabredeten Versuch, eine »koloniale Wahlbewegung« zustande zu bringen, traten der Westdeutsche, der Leipziger und der Berliner Centralverein einmütig an die Öffentlichkeit. Doch das Einvernehmen zwischen den beiden führenden Zweigvereinen und ihrem Berliner Dachverband hielt nicht lange vor. Der Westdeutsche Verein hatte sich dem Centralverein als Regionalverband auch in der Hoffnung angeschlossen, die Berliner Wochenschrift »Export« als Vereinsorgan nutzen zu können. Das Blatt war besonders in Kreisen der Fertigwarenindustrie und des Exporthandels sehr beliebt, doch Jannasch verweigerte den Leipziger und Düsseldorfer Organisationen ein Mitspracherecht in der Redaktion des »Export« und wollte auch grundsätzlich die Führungsrolle in der Kolonialpolitik durch seinen Centralverein behalten.
Seitdem am 26. August 1882 in Frankfurt am Main eine Versammlung von Kolonialbefürwortern die Gründung eines reichsweiten Kolonialvereins beschlossen hatten und ein Komitee dafür eingesetzt wurde, liefen die Vorbereitungen für die konstituierende Versammlung des Deutschen Kolonialvereins. Während der Vorbereitungen für die Gründung des Deutschen Kolonialvereins nahmen die Spannungen zwischen dem Westdeutschen und dem Centralverein ständig zu. In ihrem Ergebnis führten sie zum Bruch zwischen dem Berliner und Düsseldorfer Verein und waren von erheblicher Bedeutung für das rasche Anwachsen der neuen Frankfurter Organisation, die den Zweigvereinen des Centralvereins als neuer Dachverband eine sinnvolle Alternative bot.
Am 9. Oktober 1882 arrangierte Hasse in Leipzig eine Delegiertenkonferenz der Zweigvereine des Centralvereins. Sie galt auch der Diskussion von Möglichkeiten einer umfassenden Organisation der kolonialen Bewegung in Deutschland. Die Leipziger Konferenz schloss die versammelten Vertreter im Protest gegen die repressive Politik des Berliner Dachverbandes zusammen. An den Centralverein erging die Aufforderung, von sich aus eine Delegiertenkonferenz »zur Herbeiführung einer neuen Organisation baldigst einzuberufen«. Robert Jannasch, der abgelehnt hatte, den Frankfurter Gründungsaufruf für den Deutschen Kolonialverein zu unterschreiben, ignorierte auch den Leipziger Antrag. Damit war der Bruch des Centralvereins mit seinen Zweigvereinen vollzogen. Führende Mitglieder des Westdeutschen Vereins unterzeichneten den Gründungsaufruf des Deutschen Kolonialvereins. Die auf den 6. Dezember 1882 in Frankfurt angesetzte konstituierende Versammlung versuchte Jannasch auszuhebeln, indem er für den gleichen Tag eine Generalversammlung des Centralvereins nach Berlin einberief. Friedrich Fabri und die Führungsgruppe des Westdeutschen Vereins fuhren aber nach Frankfurt, zur konstituierenden Sitzung des Deutschen Kolonialvereins.
Am 6. Dezember 1882 tagten sodann gleichzeitig die beiden Versammlungen in Berlin und in Frankfurt. Jannasch beanspruchte weiterhin die uneingeschränkte Führungsrolle für den Centralverein. Er begründete diesen Anspruch unter anderem mit dem Hinweis, dass der Centralverein »die Interessen des deutschen Exporthandels wirksam in allen Weltteilen vertreten, Tausende geschäftlicher Verbindungen geschaffen« habe. Dass »der neue Frankfurter Verein« als Propagandaorganisation und nicht, wie der Centralverein, vorwiegend als Vermittler von konkreten Exportchancen gedacht war, wusste Jannasch offensichtlich nicht.
Ende Dezember traf beim Westdeutschen Verein die Nachricht ein, dass der Centralverein die bisherige Verbindung zu seinen Zweigvereinen als gelöst betrachte. Für wenige Monate fiel die koloniale Bewegung wieder in einzelne Lokalvereine und Regionalverbände auseinander, bis sich die früheren Zweigvereine des Centralvereins unter dem Deutschen Kolonialverein als neuem Dachverband sammelten.
Als im Januar 1883 auch Ernst Hasse vom Leipziger handelsgeographischen Verein in den Vorstand vom Kolonialverein kooptiert wurde, waren die beiden wichtigsten Zweigvereine organisatorisch vom Centralverein getrennt, ohne dass sie jedoch die Kooperation mit dem Centralverein aufgaben.
Wie Ernst Hasse, so hatte sich auch Friedrich Fabri vergeblich bemüht, den Centralverein als gleichberechtigte Organisation mit in die erstrebte »große nationale Verbindung« hineinzuziehen. Der Versuch scheiterte am demonstrativen Desinteresse der Gruppe um Jannasch.
Die Düsseldorfer Generalversammlung des Westdeutschen Vereins erteilte dem Vorstand die beantragte Vollmacht zu Fusionsverhandlungen mit der neuen Frankfurter Organisation und im März 1883 schloss sich der wichtigste der ehemaligen Zweigvereine des Centralvereins dem neuen Frankfurter Dachverband an.

## Weitere Arbeit des Vereins
In den Vereinigungen der deutschen Kolonialbewegung herrschte bis zu der im Frühjahr 1884 von Reichskanzler Bismarck begonnenen Erwerbung von Kolonien die Diskussion um die Auswanderungsfrage vor. So wurde im Januar 1884 die Südamerikanische Kolonisationsgesellschaft gegründet. Das Ergebnis der vom Centralverein und seinem Leipziger Zweigverein, vom Westdeutschen und vom Kolonialverein durchgeführten Investitionswerbung und Propaganda blieb gering. Von den erhofften Millionen konnten lediglich 200.000 Mark zusammengebracht werden, welche überdies nahezu ausschließlich von den Südamerika-Interessenten der vier werbenden Vereine selbst eingezahlt wurden. Keine einzige Großbank war bereit, ihr Kapital in Paraguay zu riskieren. Mit dieser schwachen finanziellen Basis konnte das ursprüngliche Vorhaben nicht in Angriff genommen werden. Der Versuch, wenigstens einen Teil des Programms zu realisieren, zeitigte nach großen Mühen ein klägliches Resultat: Einige Estanzien und Ziegeleien, ein unbedeutende Reederei und zuletzt noch eine kleine, rasch vergessene Siedlung mit auf sich selbst gestellten und bald verarmten Kolonisten waren alles, was in Paraguay verwirklicht wurde.
Im Juni 1885 war es Carl Peters gelungen, die vom Deutschen Kolonialverein gegen seine Gesellschaft für deutsche Kolonisation betriebene Politik der Isolation zu durchbrechen und sich mit dem Centralverein und dem Münchner Verein zum Schutz deutscher Interessen im Ausland über die »Schaffung eines deutschen Kolonialverbandes« als Fernziel zu verständigen. Im August 1885 stimmte auch Friedrich Fabri, der Vorsitzende des Westdeutschen Vereins, diesen Plänen zu.
Am 5. Januar 1886 trafen sich in den Berliner Geschäftsräumen des Deutschen Kolonialvereins unter dem Vorsitz von Hermann zu Hohenlohe die Vertreter des Kolonialvereins, des Westdeutschen Vereins, des Centralvereins und der Gesellschaft für deutsche Kolonisation zur ersten einer Reihe von Delegiertenkonferenzen, die bis zum Juni 1886 andauerten, und die die Zusammenarbeit der deutschen Kolonialverbände zum Inhalt hatten. Ein Thema war die Einberufung eines Allgemeinen Deutschen Kongresses zur Förderung überseeischer Interessen. Der Kongreß wurde schließlich von der Gesellschaft für deutsche Kolonisation und vom Centralverein allein veranstaltet und fand Mitte September 1886 in Berlin statt. Der Württembergische Verein für Handelsgeographie und Förderung deutscher Interessen im Auslande, der Deutsche Schulverein, der Deutsche Exportverein Berlin und drei deutsche Missionsgesellschaften entsandten Delegationen zum Kongreß. Wichtigstes Ergebnis des Kongresses war der auf Antrag von Carl Peters gefasste Beschluss, einen Allgemeinen Deutschen Verband zur Vertretung deutschnationaler Interessen als Dachorganisation zu begründen. Dieser wurde im Dezember 1886 gegründet. Angesichts der absoluten Majorität der Gesellschaft für deutsche Kolonisation im Präsidium verloren Centralverein und Schulverein rasch an Interesse und kündigten ihre Mitgliedschaft auf. Ein Jahr nach seiner Gründung zerfiel der Allgemeine Deutsche Verband schon wieder.

## Ende
Nachdem die Deutsche Kolonialgesellschaft die Führung der deutschen Kolonialbewegung übernommen hatte nahm der Centralverein nur noch eine untergeordnete Stellung in der Kolonialbewegung ein. Der Verein blieb aber weiterhin aktiv im Außenhandelsbereich, insbesondere auch über seine Zeitschrift Export. Der Erste Weltkrieg mit dem Verlust des deutschen Kolonialreiches läutete auch das Ende des Vereins ein. Der letzte Vorsitzende war wohl Emil Brass, der im April 1919 dessen Leitung übernahm. 1925 wurde der Verein aufgelöst.